# 唐崇榮
唐崇榮牧師（1940年—，Stephen Tong），著名基督新教華人布道家和神學家 ，前世界華人福音事工聯絡中心董事會副主席(1992年1月 - 2016年8月)，現任董事會榮譽顧問，印尼歸正福音教會創辦人。

## 簡歷
唐崇榮祖籍中國福建，1940年生於福建省廈門市的鼓浪嶼，3歲喪父，9歲隨母移居印尼泗水。12歲時，在計志文牧師的奮興會中決定委身基督。
唐氏在17歲時（1957年1月9日）便開始傳道人的工作。1974年，唐氏在印尼泗水地區的神學院任教，兩年後成為中華福音神學院客座講師。1979年，「唐崇榮國際佈道團」成立，設辦公室於新加坡和美國聖地牙哥。1984年，唐氏轉赴雅加達提倡歸正宗及福音派神學。唐崇榮的自傳及宣傳品指出，菲律賓的La Madrid International Academy of Leadership 於1985年頒授榮譽博士（Doctor of Leadership in Christian Evangelism (DLCE)）學位給予唐崇榮，但這機構及學位均有爭議。 1986年他成為雅加達及泗水歸正福音神學教育機構的共同創辦人，提供基督教刊物。1989年，唐氏建立印尼歸正福音教會。1996年，在美國費城創立「歸正學院」，每年夏天在美國開設課程，此外也在全球各地巡迴開課，由不同老師教授改革宗神學，護教學，佈道學等。2008年5月，在美國威斯敏斯特神學院接受榮譽博士（Doctor of Divinity (DD)）學位。

## 爭議

### 1985至2008年的博士學歷爭議
唐崇榮的自傳及宣傳品指出，1985年菲律賓的 "La Madrid International Academy of Leadership" 頒授榮譽博士學位（Doctor of Leadership in Christian Evangelism (DLCE)）給他，自此唐崇榮國際佈道團都以「唐崇榮博士」稱呼他。但網上找不到任何關於 "La Madrid International Academy of Leadership" 這間機構的學術資料，亦找不到唐崇榮以外的任何博士或畢業生。
2007年7月13日，黃國棟和余創豪在《時代論壇》發表〈基督教對「學位」的情意結〉文章，提到「最近，我們更發現到某一極著名的牧師可能也在玩同樣的遊戲。這位以東南亞為基地、但足跡遍天下的『名牧』，一直都自稱『博士』，但是在他的海報和講座中卻沒有聽過介紹他的母校。後來有朋友指出，他的『博士』是個榮譽學位。.......但是，頒榮譽學位給這牧師的，卻並不是甚麼大學而是一間在菲律賓的機構。尋找菲律賓政府教育部的網站，卻完全找不到這機構的資料，問從菲律賓來的朋友，也沒有聽過這機構。更奇怪的，是如果用Google 尋找這機構的名字，只有七個結果，而且每一個結果都是和這牧師有關。換句話說，這頒學位的機構，似乎唯一出現的時候就是頒一個「榮譽博士」給這牧師！」引起基督教圈子內的討論。
2007年《時代論壇》的以上文章在基督都圈子引起熱烈討論，但唐崇榮及其國際佈道團一直未有回應；翌年5月22日，美國威斯敏斯特神學院頒授榮譽博士學位給唐崇榮，所以2008年5月22日之後的「博士」稱呼沒有爭議，爭議在1985年至2008年5月21日期間的「博士」稱呼，對於這24年期間唐崇榮「博士」學位的來歷，唐崇榮及其國際佈道團一直未能提供任何資料。

### 劉崇右風波
2012年，72歲的唐崇榮公開說，自己的佈道生涯將要過去，他選定了只有29歲（唐崇榮形容他「年齡看起來只有21歲」）的劉崇右傳道為他的接班人，更破例讓他成為唐崇榮國際佈道團「最年輕的講員」。 唐氏對劉崇右的鍾愛和特寵，令佈道團其他同工、教會及唐崇榮家人產生紛爭。
2013年8月，唐崇榮兒子唐文廉在聲明中指出「在過去超過兩年的時間內，我見證了我的父親是如何提拔並讚許劉崇右傳道。這使一些人及我家庭內部產生一些為難及衝突。」 佈道團內有多名同工在不愉快情況下離開，當中包括：李健安牧師（馬來西亞）、鄭哲民牧師（中國）、樓建華牧師（新加坡）、陳孝鋁（香港）、梁旭輝（香港）及王俊松牧師（台灣）。此外佈道團香港辦事處亦已將有關唐崇榮的工作斷開，官方臉書及微博群組名字由「Stemi HK 唐崇榮國際佈道團(香港)」改為「Stemi Ltd」，並將佈道團有關資料完全刪除。
對於有人不滿唐崇榮寵愛年輕傳道人劉崇右，與唐共事多年的林望傑表示見怪不怪。 牧師張伯笠認為，劉崇右年輕，沒有在神學院畢業，亦不是傳道人後代，唐崇榮突然把他放在助手的位置上，難免會引起風波。

## 神學
归正教会声称，唐氏的神學以十分保守的加爾文主義、歸正神學為基礎，教導歸正神學路線的聖經原則和教義，并且以文化使命的精神，激勵當代人認識和回應基督教信仰。但是文献证据显示，在“基督是谁”的核心教义上，唐崇荣宣讲的“基督人性先存”“基督人性非受造”，不仅与普世基督教的历代正统完全相左，而且将路德、加尔文、欧文、比利时信条等改教权威所坚守的“基督人性受造”全部打成亚流异端。
归正宗有近五百年的神学传统，绝大部分归正宗的神学家和归正宗信条里所讲的基督人性论都与大公教会的教训一致。首先，基督的人性与我们的人性本质相同，都是受造的。其次，基督的人性在道成肉身之前并不存在，没有所谓先存的、永恒人性的可能，也正因此，道成肉身是神的救恩工作的一次全新举动。第三，基督的人性乃是借着人（童女马利亚）而来，源头是出自人的本性，此乃基督由童女所生之意。第四，基督的人性（整个或部分），并不是从无到有的新创造，（只有少数如欧文认为它是借着圣灵，使用童女马利亚的本性的新创造，但欧文也认为基督的人性本质是受造的）。第五，基督的人性并不存在于基督的位格之外（anhypostasis），而是联合于基督的一个神圣位格之中（enhypostasis），即基督道成肉身所取得的是人性，而非一个人的位格。第六，基督的人性虽然联合于基督的位格中，却与基督的神性永远保持有区别，不相混淆，也不产生另一种新本性。第七，基督的人性联合于基督的位格中之结果，是能够按照“属性相通”的原则，应用在基督的整个位格之中。因此，基督能照祂的神性被称作“创造主”，也同时能照祂的人性被称作“受造者”。第八，基督的人性一次而永远联合于基督的位格，基督在复活升天后仍为真人。归正宗相信只有如此的一位神人二性联于一个位格的基督，才有资格作神与人之间的中保。
但是，唐崇荣在其著作《基督论》《永世的基督与历史的耶稣》中，称道成肉身的基督为“永恒者自我显现”。“这个道在永恒中是神，到暂时中间生出来的时候是人；又是永恒者，又是暂存者。” 耶稣不过是永恒的道“从天降到地上，以永恒者的身份进入暂时。” “因为祂本来是永恒的基督，为了爱的缘故牺牲，变成暂时的耶稣，变成历史的耶稣，甚至暂使微小一点。” （同样的教导还见于：唐崇荣 《基督论》第二章-基督论的正解与误解，唐崇荣 《基督论》讲座问题解答，唐崇荣 《歸正查經講座》的問題解答一，唐崇荣 《歸正查經講座》第一二一講，唐崇荣 希伯来书解经 117讲，唐崇荣 约翰福音解经 2，唐崇荣 约翰福音解经 3，唐崇荣 约翰福音解经 4）
唐表示：“西方的神学常常把‘人性’跟‘人体’混为一谈，以为耶稣基督有人的身体才有人性”。 唐氏认为基督的人性在“神造人之先，就已先存，与造人分开的原型人性”。他进一步解释：“人被造是按照神的形像样式。我甚至可以想像那个形像样式是基督还没有道成肉身以前的形像样式。”唐坦言：“如果基督在永恒中间还没有降生在伯利恒以前，就有人性，这个观点我们不容易信得来，并且难以解释清楚，因为这是一个‘很深的奥秘’,并引瑞典神学史威登堡的理论来支持他的“基督人性永恒先存”的观点，说：“几百年前有一位瑞典的神学家，叫史威登堡（Emanuel Swedenborg，1688-1772），说：‘耶稣在永恒中就有人性，而上帝就按照耶稣的人性样板，把祂的形像样式放在我们里面，我们是按照基督还没有到世界上来以前永恒的人性的形像样式被造的。’因为亚当犯罪，耶稣到世界上来，把真正做人当有的形像样式做一个楷模，要我们效法祂，学祂的样式。我们就以祂活在地上的人性，效法祂生活的模式。这一个解释并不是绝对的，我只是把神学提出来，要告诉你，这个奥秘是很深的奥秘。这也是为什么我们必须把永恒的基督跟历史的耶稣配在一起来认识祂的原因。”

## 家庭
唐崇榮四兄弟都是牧師，另外三兄弟為：唐崇平牧師，唐崇明牧師和唐崇懷牧師。 

## 講經大會
唐崇榮於1999年起於香港舉行歸正福音講經大會，過去曾查探希伯來書、羅馬書等。1999年， 唐牧师在新加坡、马来西亚、香港和台湾开始了“归正福音讲经聚会”。以解经讲道方式，逐章逐节的详细讲论《希伯来书》、《罗马书》、《以弗所书》、《雅各书》、《创世记》、基督徒感情的圣化以及《约翰福音》。

## 其他職業
作為一位佈道家，他還研究音樂、哲學、歷史、美術和建築。他還是一位聖詩作曲家和建築師，但沒有建築師證照、執照。

## 作品
- 《三一神论》
- 《启示与真理》
- 《救赎论》
- 《布道神学》